# Kennedy Okpala
Kennedy Onyedika Okpala (* 17. Dezember 2004 in Neustadt an der Weinstraße) ist ein deutsch-nigerianischer Fußballspieler, der aktuell beim SV Waldhof Mannheim unter Vertrag steht.

## Karriere
Nach seinen Anfängen in der Jugend des TSV Königsbach und des VfL Neustadt/Weinstraße wechselte er in die Jugendabteilung des SV Waldhof Mannheim. Ende August 2023 unterschrieb er bei seinem Verein seinen ersten Profivertrag und kam dort auch zu seinem ersten Einsatz im Profibereich in der 3. Liga, als er am 17. September 2023, dem 6. Spieltag, bei der 0:2-Heimniederlage gegen den SSV Ulm 1846 in der 80. Spielminute für Kelvin Arase eingewechselt wurde.

## Privates
Okpala ging an der Gebrüder Ullrich Realschule in Maikammer-Hambach zur Schule und war dort zeitweilig Schülersprecher.